# Goede tijden, slechte tijden (seizoen 20)
Het twintigste seizoen van Goede tijden, slechte tijden startte op 7 september 2009. Het seizoen werd elke werkdag uitgezonden op RTL 4. In oktober 2012 werd het volledige seizoen uitgebracht op dvd.

## Rolverdeling

### Aanvang
Het twintigste seizoen telde 215 afleveringen (aflevering 3871-4085)
| Acteur               | Personage       | Afleveringen                                       |
| -------------------- | --------------- | -------------------------------------------------- |
| Jette van der Meij   | Laura Selmhorst | Hele seizoen                                       |
| Bartho Braat         | Jef Alberts     | Hele seizoen                                       |
| Caroline De Bruijn   | Janine Elschot  | Hele seizoen                                       |
| Erik de Vogel        | Ludo Sanders    | Hele seizoen                                       |
| Charlotte Besijn     | Barbara Fischer | 3871–4030                                          |
| Lieke van Lexmond    | Charlie Fischer | 3871–3900, 3911–4085                               |
| Inge Schrama         | Sjors Langeveld | Hele seizoen                                       |
| Christophe Haddad    | Nick Sanders    | 3871–3872                                          |
| Everon Jackson Hooi  | Bing Mauricius  | Hele seizoen                                       |
| Marly van der Velden | Nina Sanders    | 3871–4081 (onderbreking i.v.m. Flexwet)            |
| Mark van Eeuwen      | Jack van Houten | Hele seizoen                                       |
| Ruud Feltkamp        | Noud Alberts    | 3903–4085 (onderbreking i.v.m. Flexwet)            |
| Gigi Ravelli         | Lorena Gonzalez | 3871–3881, 3936–4085 (onderbreking i.v.m. Flexwet) |
| Ferri Somogyi        | Rik de Jong     | Hele seizoen                                       |
| Peter Post           | Martijn Huygens | Hele seizoen                                       |
| Anita Donk           | Irene Huygens   | Hele seizoen                                       |
| Alexandra Alphenaar  | Ronja Huygens   | 3871–4060                                          |
| Emiel Sandtke        | Dex Huygens     | 3871–4081                                          |
| Marjolein Keuning    | Maxime Sanders  | Hele seizoen                                       |
| Jan Kooijman         | Danny de Jong   | Hele seizoen                                       |
| Ferry Doedens        | Lucas Sanders   | Hele seizoen                                       |

### Bijrollen
| Acteur              | Personage          | Afleveringen         |
| ------------------- | ------------------ | -------------------- |
| Elly de Graaf       | Rosa Gonzalez      | Hele seizoen         |
| Annette Barlo       | Lies de Weerdt     | 3873–3897            |
| Elizabeth Hubbard   | Sair Poindexter    | 3873–3880, 3930–3950 |
| Tamara Brinkman     | Charlie Fischer    | 3901–3910            |
| Joke Bruijs         | Maria de Jong      | 3917–4000            |
| Sjoerd Dragtsma     | Arthur Diepgrond   | 3928–4000            |
| Roman van der Werff | Marco Buis         | 3956–4000            |
| Seth Kamphuijs      | Paul Karels        | 3959–3975, 4000      |
| Joris Putman        | Morris Fischer     | 3996–4030            |
| Victoria Koblenko   | Isabella Kortenaer | 4020–4084            |
| Julia Batelaan      | Amy Kortenaer      | 4020–4085            |
| Pip Pellens         | Wiet van Houten    | 4026–4085            |
| Emile Jansen        | Huibert Rem        | 4063–4081            |
| Edwin Rutten        | Rutger Goedhart    | 4081–4082            |